# Сологуб, Михаил Владимирович
Михаил Владимирович Сологуб (6 ноября 1936, Бугуруслан, Оренбургская область, РСФСР — 4 августа 1996, Москва) — космонавт-испытатель, 4-й набор ВВС, преподаватель Военно-воздушной Академии имени Ю. А. Гагарина, кандидат военных наук, полковник ВВС (1977).

## Биография

### Образование
Родился 6 ноября 1936 года в городе Бугуруслан Оренбургской области в семье Сологуб Владимира Антоновича (1902—1948) и Сологуб (Утилина) Натальи Николаевны (1905—1985). Окончив школу № 9 города Бугуруслана в 1954 году, поступил во Второе Чкаловское (Оренбургское) военно-авиационное училище штурманов (ЧВАУШ), которое окончил в 1957 году. В сентябре 1960 г. поступил в Военно-воздушную академию на штурманский факультет, которая располагалась в посёлке Монино Московской области. В 1964 году окончив академию поступил на пропагандистский факультет вечернего Университета марксизма-ленинизма при ВВА имени Ю. А. Гагарина, который окончил в 1971 году, а в 1974 году окончил факультет партийно-политической работы и основ воинского воспитания этого же университета.
Получил степень кандидата военных наук.

### Воинская служба и космическая подготовка
Окончив ЧВАУШ, в 1957 году был направлен в Забайкальский военный округ и служил штурманом корабля 228-й бомбардировочной авиационной дивизии (БАД) ВВС. Летал на реактивных самолетах ИЛ-28. С декабря 1958 по сентябрь 1960 года служил штурманом-инструктором и испытателем ИЛ-28 в ЧВАУШ. С июля 1964 по ноябрь 1966 года служил штурманом эскадрильи одного из авиаполков ЧВАУШ. С ноября 1966 по май 1967 год занимал должность помощника старшего штурмана Луганского высшего военного авиационного училища штурманов (ЛВВАУШ).
В мае 1967 года приказом Главкома ВВС был зачислен в отряд Центра подготовки космонавтов в качестве слушателя-космонавта. С мая 1967 по май 1969 года проходил общекосмическую подготовку. 20 сентября 1968 года, после плохо перенесенной тренировки на центрифуге, приказом Главкома ВВС был отчислен из отряда космонавтов.
После отчисления из отряда космонавтов работал в научно-исследовательской группе и преподавал в Военно-воздушной академии им. Ю. А. Гагарина. С февраля 1980 года служил в Анголе преподавателем Высших офицерских курсов при Генеральном штабе Вооруженных Сил Анголы. Вернувшись из Анголы с февраля 1982 года снова занимался преподавательской деятельностью в ВВА имени Ю. А. Гагарина.
3 сентября 1990 года уволен в запас.

## Смерть
Умер 4 августа 1996 года от лейкемии. Похоронен на кладбище деревни Леониха. 

## Награды
- Орден «За службу Родине в Вооруженных Силах СССР» III степени (22.02.1990)
- Медаль «В ознаменование 100-летия со дня рождения Владимира Ильича Ленина»
- Юбилейная медаль «Двадцать лет Победы в Великой Отечественной войне 1941—1945 гг.» (07.05.1965)
- Медаль «Ветеран Вооруженных сил СССР» (30.04.1984)
- Медаль «40 лет Вооруженным Силам СССР» (18.12.1957)
- Медалью «50 лет Вооруженным Силам СССР» (26.12.1967)
- Медаль «60 лет Вооруженным Силам СССР» (28.01.1978)
- Медаль «70 лет Вооруженным Силам СССР» (28.01.1988)
- Медаль «За безупречную службу» I степени (09.12.1974)
- Медаль «За безупречную службу» II степени (23.12.1969)
- Медаль «За безупречную службу» III степени (24.01.1966).